# یاماشینا، کیوتو
یاماشینا (به لاتین: Yamashina-ku) یک منطقهٔ مسکونی در ژاپن است که در کیوتو واقع شده‌است. یاماشینا ۲۸٫۷ کیلومتر مربع مساحت و ۱۳۵٬۴۷۱ نفر جمعیت دارد.